# Santuari de Maria Santíssima de l'Esplendor

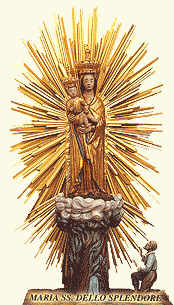
L'estàtua de la Mare de Déu de l'Esplendor

El Santuari de Maria Santíssima de l'Esplendor (literalment en italià Santuario della Madonna dello Splendore) és un santuari al municipi de Giulianova, a la regió dels Abruços i a la província de Teramo.
És decorat amb grans quadres fets el 1954 per Alfonso Tentarelli segons el projecte del pare Joan Lerario. A la sagristia hi ha una notable pintura de la Verge i el Nen en la glòria amb els Sants Pere, Pau, Dorotea i Francesc, del segle xvi, feta per Paolo Veronese.
L'aigua miraculosa va ser canalitzada en una font als jardins del convent, on es va construir un petit temple amb mosaics de l'Antic i el Nou Testament. La plaça de recepció dels pelegrins està dominada per una gran estàtua de bronze de Crist amb la inscripció EGO SUM VIA VERITAS ET VITA (Jo sóc el camí, la veritat i la vida). Durant la dècada dels 90 els pisos superiors van ser renovats per acomodar el Museu d'Art de l'Esplendor, i l'antic lloc on s'emmagatzemava la llenya es va convertir en la biblioteca del convent. Al llarg de la Via Bertolino, un monumental Via Crucis va ser erigit en bronze per Ubaldo Ferretti.

## Galeria

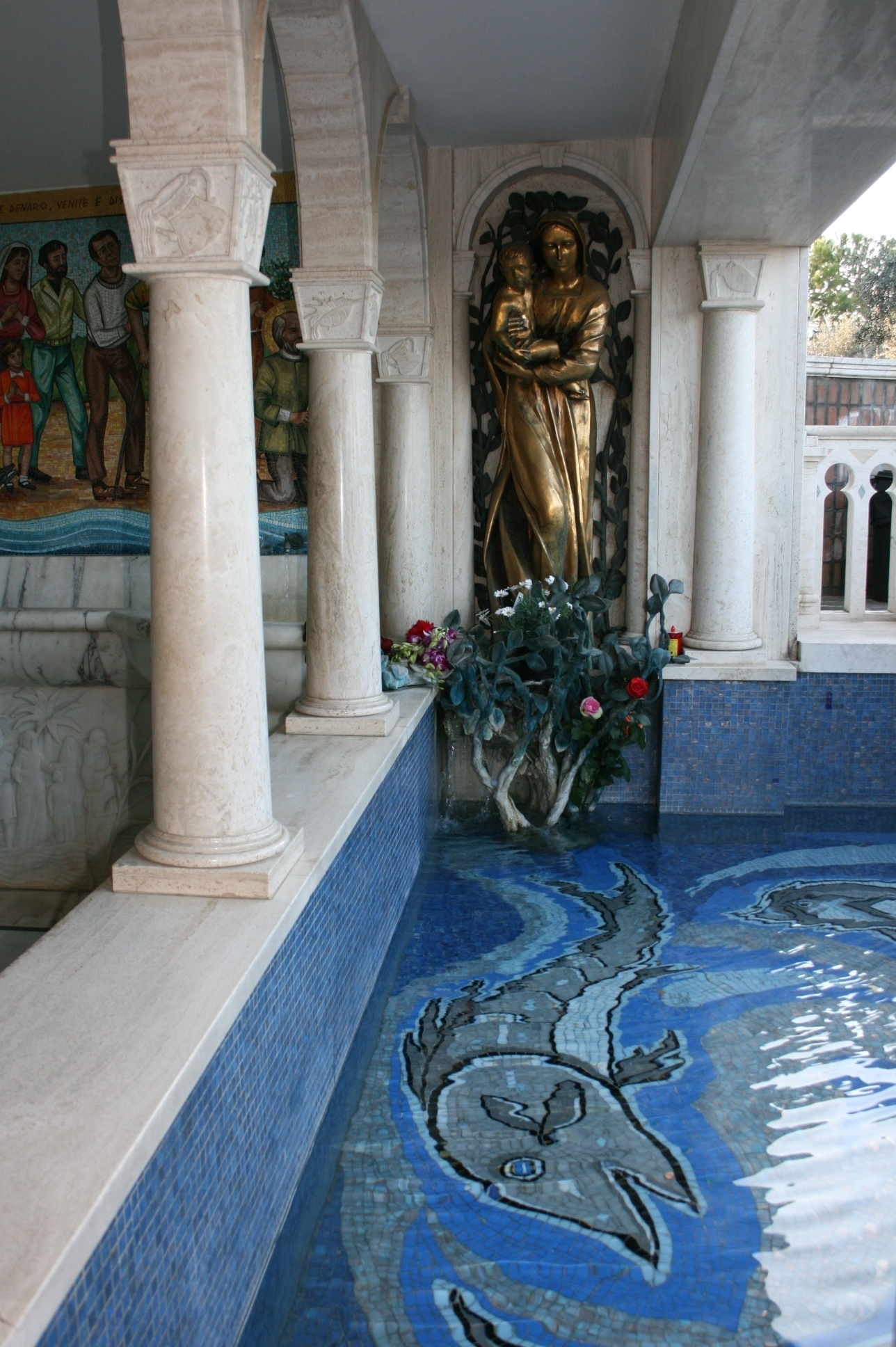
La font miraculosa
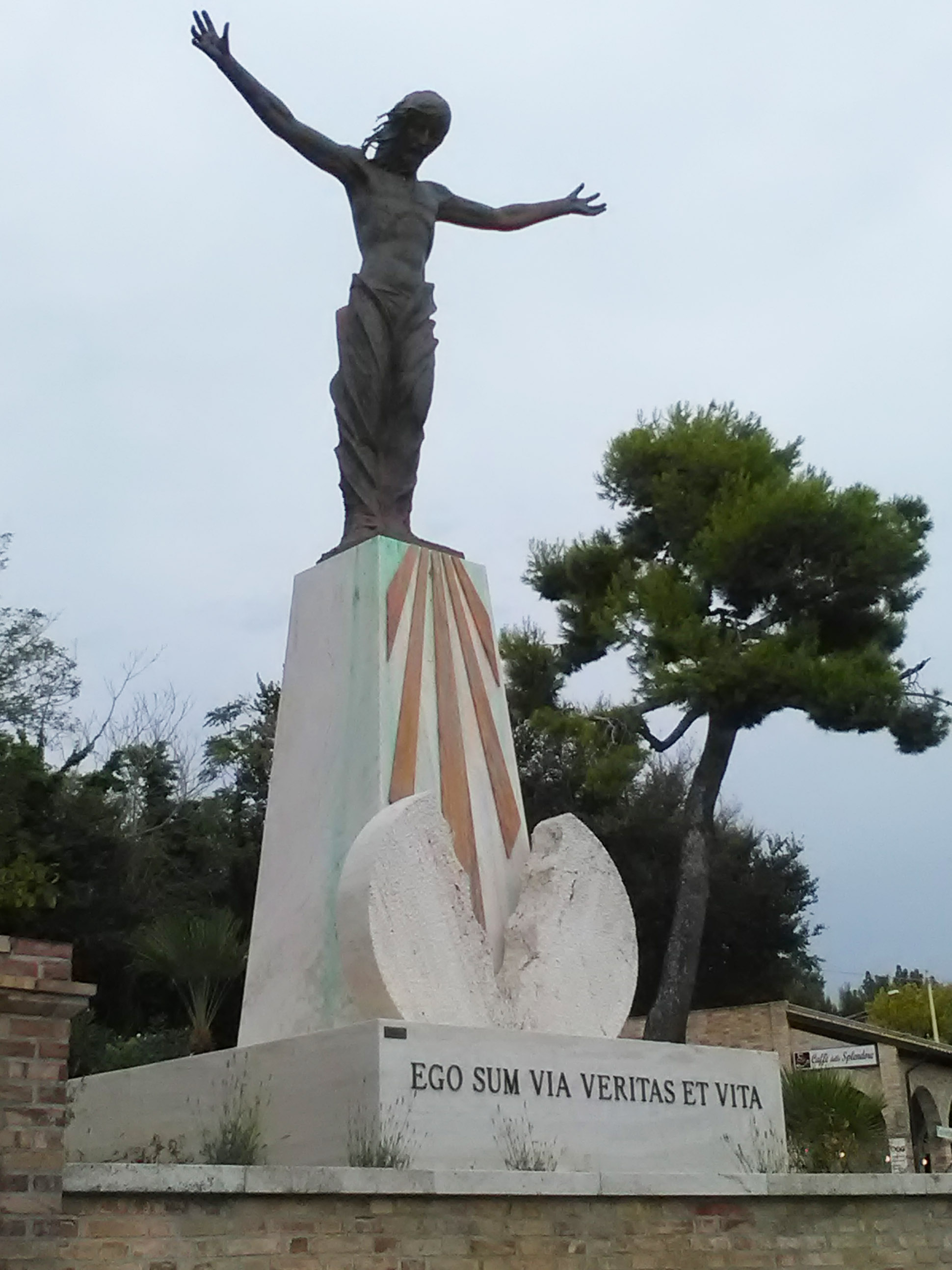
La plaça del santuari
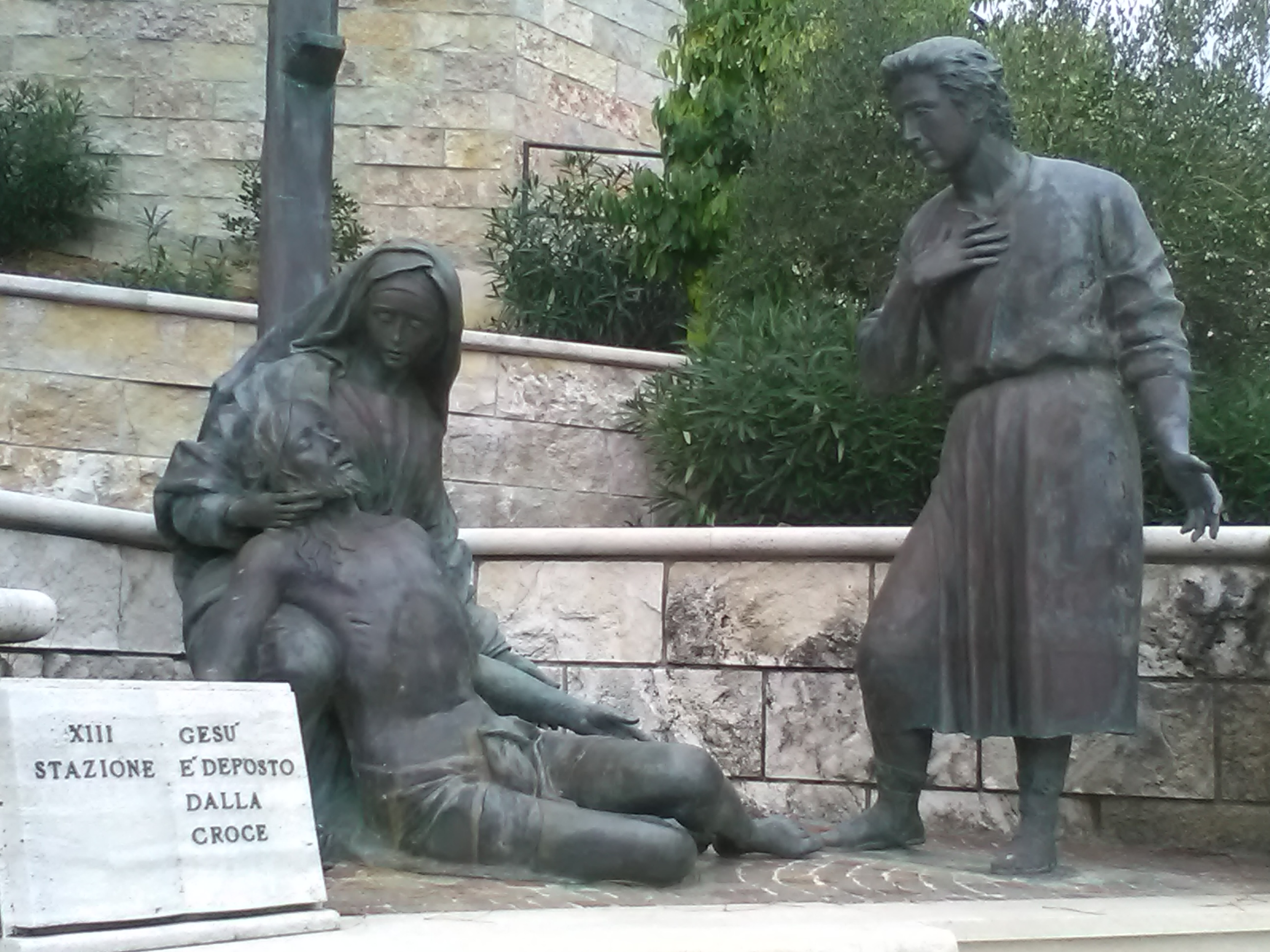
La tretzena estació de la Via Crucis en bronze